# Diphyus elbursicus
Diphyus elbursicus là một loài tò vò trong họ Ichneumonidae.